# Belaspidia vadosa
Belaspidia vadosa är en stekelart som beskrevs av Gérard Delvare och Jean-Yves Rasplus 1999. Belaspidia vadosa ingår i släktet Belaspidia och familjen bredlårsteklar.
Artens utbredningsområde är Algeriet. Inga underarter finns listade.